# ラックラン島 (西オーストラリア州)
ラックラン島 (Lachlan Island) はオーストラリアに属する島。西オーストラリア州キンバリー地域沖にある。
バッカニア諸島の一部であり、キング湾北端、Bardiの東約50㎞に位置する。面積1180ヘクタール。
2009年の調査でキンコミミバンディクートやシロアシシユーカリネズミの生息が確認された。